# Plagiognathus albifacies
Plagiognathus albifacies är en insektsart som beskrevs av Knight 1927. Plagiognathus albifacies ingår i släktet Plagiognathus och familjen ängsskinnbaggar. Inga underarter finns listade i Catalogue of Life.